# 前442年
| 千纪： | 前1千纪 |
| 世纪： | 前6世纪 \| 前5世纪 \| 前4世纪 |
| 年代： | 前470年代 \| 前460年代 \| 前450年代 \| 前440年代 \| 前430年代 \| 前420年代 \| 前410年代                                                                               |
| 年份： | 前447年 \| 前446年 \| 前445年 \| 前444年 \| 前443年 \| 前442年 \| 前441年 \| 前440年 \| 前439年 \| 前438年 \| 前437年                                                 |
| 纪年： | 周貞定王二十七年 魯悼公二十六年 齊宣公十四年 晉哀公十年 趙襄子三十四年 秦躁公元年 楚惠王四十七年 宋昭公二十七年 衛敬公二十三年 鄭共公十三年 燕成公十三年 越王朱勾六年 |

## 大事記
- 修昔底德未能有效地挑战伯里克利，雅典公民将修昔底德排斥在外长达10年之久，而伯里克利在雅典政治中没有敌手。
- 索福克勒斯撰写《安提戈涅》。